# 花水湾镇
花水湾镇，是中华人民共和国四川省成都市大邑县下辖的一个乡镇级行政单位。

## 行政区划
花水湾镇下辖以下地区：
花水湾温泉社区、天宫社区、阳沟村、伍田村、黎沟村和千佛村。